# ألبرت فولتش فولتش
ألبرت فولتش فولتش (بالإسبانية: Albert Folch Folch)‏ هو فيزيائي إسباني، ولد في 25 سبتمبر 1966 في برشلونة في إسبانيا.